# ديتر إنغلس
ديتر إنغلس (بالألمانية: Dieter Engels)‏ هو قاضي ومحامي ألماني، ولد في 7 فبراير 1950 في مشرنيش في ألمانيا.

## وصلات خارجية
- ديتر إنغلس على موقع مونزينجر (الألمانية)